# 三木市
三木市（日语：／ Miki shi */?）是日本兵庫縣的城市，位於神戶市的西北方；由於日本香川縣也有叫做「三木」的行政區劃三木町，因此在表示地名時會加上舊國名「播磨三木」作為區分。

## 人口
| 三木市人口分布圖 |                                               |  |
| 三木市與日本全國年齡別人口分布比較圖 （2005年資料） | 三木市的年齡、男女別人口分布圖 （2005年資料） |  |
| ■紫色是三木市 ■綠色是全国 | ■藍色是男性 ■紅色是女性                       |  |
| 三木市人口變化 \| 1970年 \| 49,071人 \| \| \| 1975年 \| 63,746人 \| \| \| 1980年 \| 78,297人 \| \| \| 1985年 \| 82,636人 \| \| \| 1990年 \| 84,445人 \| \| \| 1995年 \| 86,562人 \| \| \| 2000年 \| 86,117人 \| \| \| 2005年 \| 84,361人 \| \| \| 2010年 \| 81,009人 \| \| \| 2015年 \| 77,178人 \| \| \| 2020年 \| 75,294人 \| \| |                                               |  |
| 資料來源：日本總務省統計中心提供之人口普查數據 |                                               |  |
| 1970年 | 49,071人                                      |  |
| 1975年 | 63,746人                                      |  |
| 1980年 | 78,297人                                      |  |
| 1985年 | 82,636人                                      |  |
| 1990年 | 84,445人                                      |  |
| 1995年 | 86,562人                                      |  |
| 2000年 | 86,117人                                      |  |
| 2005年 | 84,361人                                      |  |
| 2010年 | 81,009人                                      |  |
| 2015年 | 77,178人                                      |  |
| 2020年 | 75,294人                                      |  |

## 歷史
在戰國時代，治理東播磨的別所氏在此建有三木城，到三木合戰後曾一度成為豐臣秀吉的領地；江戶時代最初為姬路藩的領地，三木城成為姬路藩的支城之一。1617年新設立明石藩，改成為明石藩的領地直到幕府末年。
1871年廢藩置縣後，先後隸屬姬路縣和飾磨縣，1876年併入兵庫縣。1889年日本實施町村制，設立三木町，隸屬美嚢郡；1950年代的昭和大合併期間，先是在1954年久留美村併入三木町，1955年再和口吉川村、別所村、細川村、志染村合併為三木市。
2005年，再將位於東北側的吉川町併入，形成現在的轄區範圍。

### 變遷表
| 1889年4月1日 | 1889年-1926年 | 1926年-1944年 | 1944年-1954年            | 1944年-1954年           | 1954年-1989年       | 1989年-現在               | 現在   |
| ------------ | ------------- | ------------- | ------------------------ | ----------------------- | ------------------- | ------------------------- | ------ |
| 三木町       | 三木町        | 三木町        | 三木町                   | 1954年6月10日 三木市    | 三木市              | 三木市                    | 三木市 |
| 久留美村     | 久留美村      | 久留美村      | 1951年3月15日 併入三木町 | 1954年6月10日 三木市    | 三木市              | 三木市                    | 三木市 |
| 別所村       |               |               |                          | 1954年6月10日 三木市    | 三木市              | 三木市                    | 三木市 |
| 口吉川村     |               |               |                          | 1954年6月10日 三木市    | 三木市              | 三木市                    | 三木市 |
| 細川村       |               |               |                          | 1954年6月10日 三木市    | 三木市              | 三木市                    | 三木市 |
| 志染村       | 志染村        | 志染村        | 志染村                   | 1954年7月1日 併入三木市 | 三木市              | 三木市                    | 三木市 |
| 奧吉川村     | 奧吉川村      | 奧吉川村      | 奧吉川村                 | 奧吉川村                | 1955年7月1日 吉川町 | 2005年10月24日 併入三木市 | 三木市 |
| 中吉川村     |               |               |                          |                         | 1955年7月1日 吉川町 | 2005年10月24日 併入三木市 | 三木市 |
| 北谷村       |               |               |                          |                         | 1955年7月1日 吉川町 | 2005年10月24日 併入三木市 | 三木市 |

## 交通

### 鐵路
神戶電鐵粟生線穿過主要市區，可通往神戶市；過去還曾經有三木鐵道三木線可連結加古川市，但三木線已於2008年停止營運。
- 神戶電鐵
  - 粟生線：（神戶市） - 綠丘車站 - 廣野高爾夫球場前車站 - 志染車站 - 惠比須車站 - 三木上之丸車站 - 三木車站 - 大村車站 - （小野市）

- 三木鐵道
  - 三木線（已於2008年停駛）：（加古川市） - 下石野車站 - 石野車站 - 西這田車站 - 別所車站 - 高木車站 - 三木車站

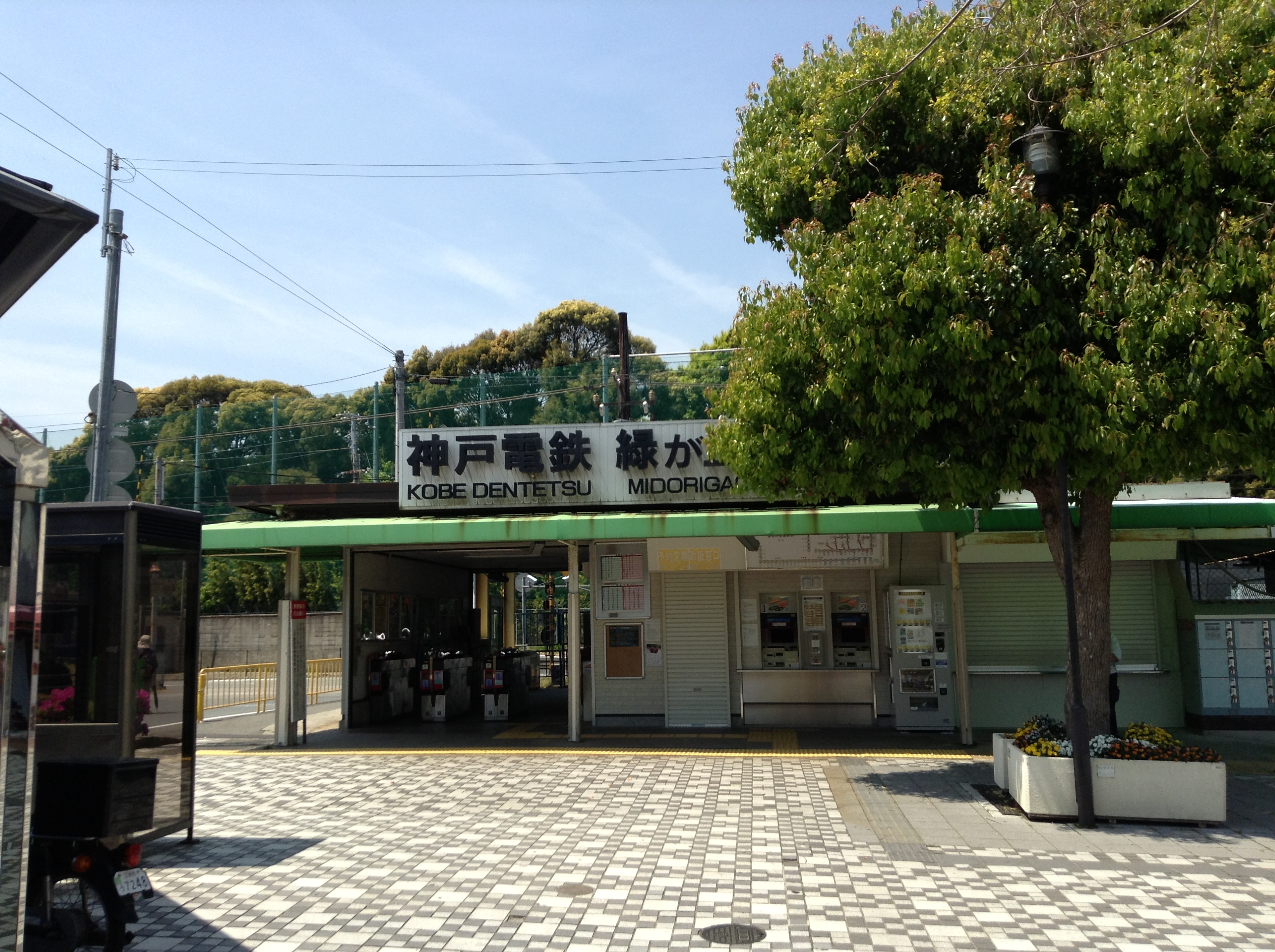
綠丘車站
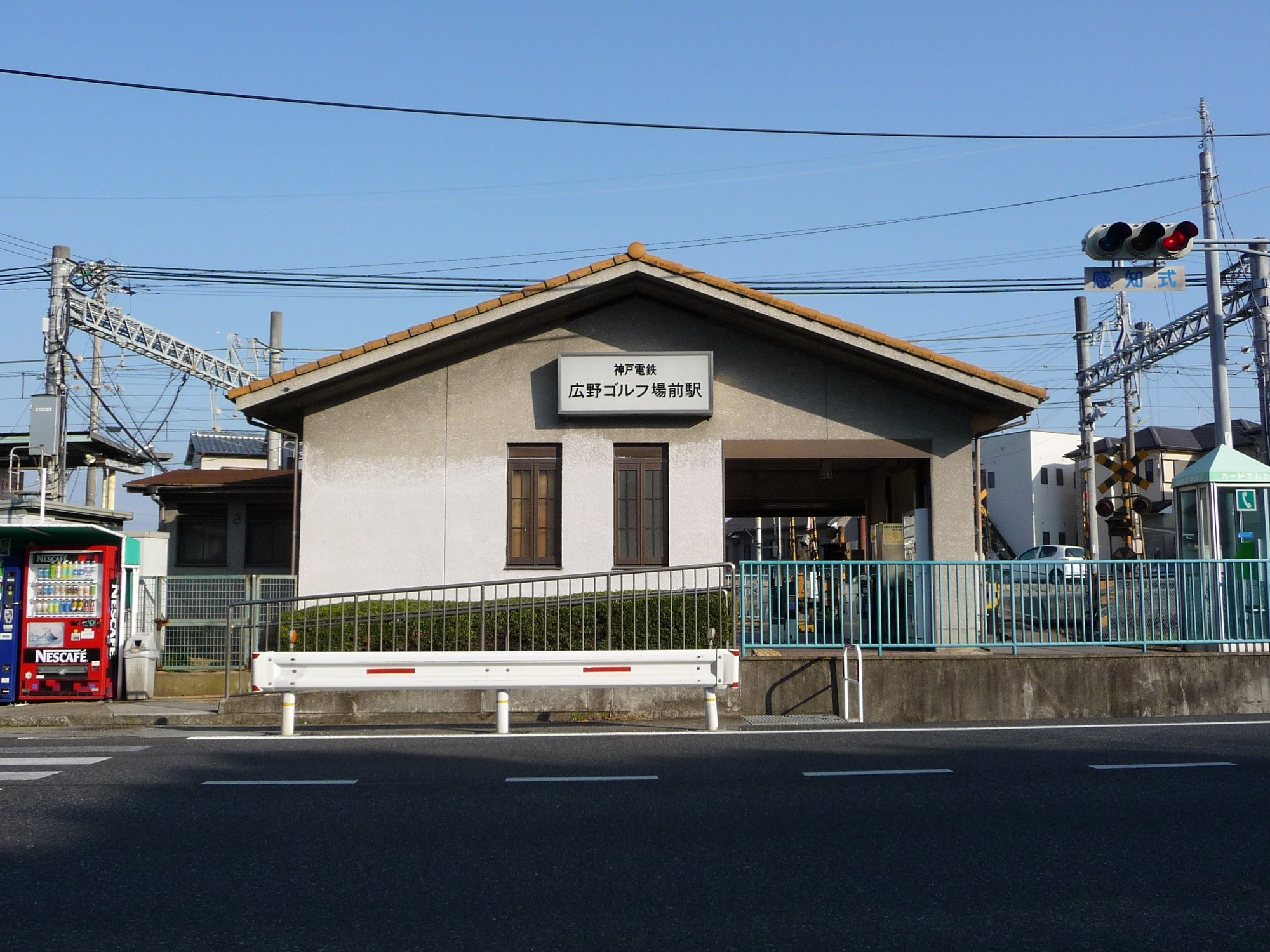
廣野高爾夫球場前車站
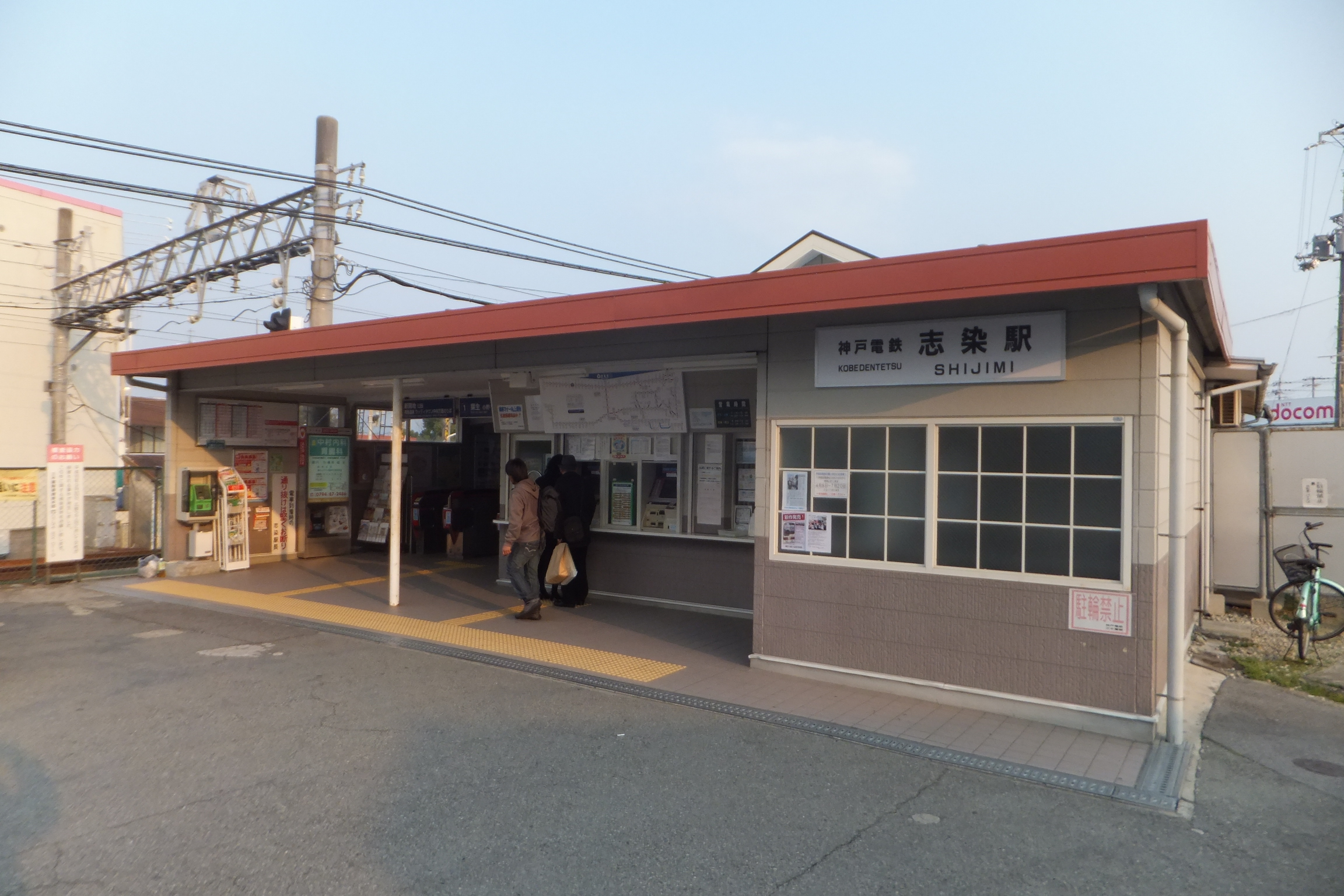
志染車站
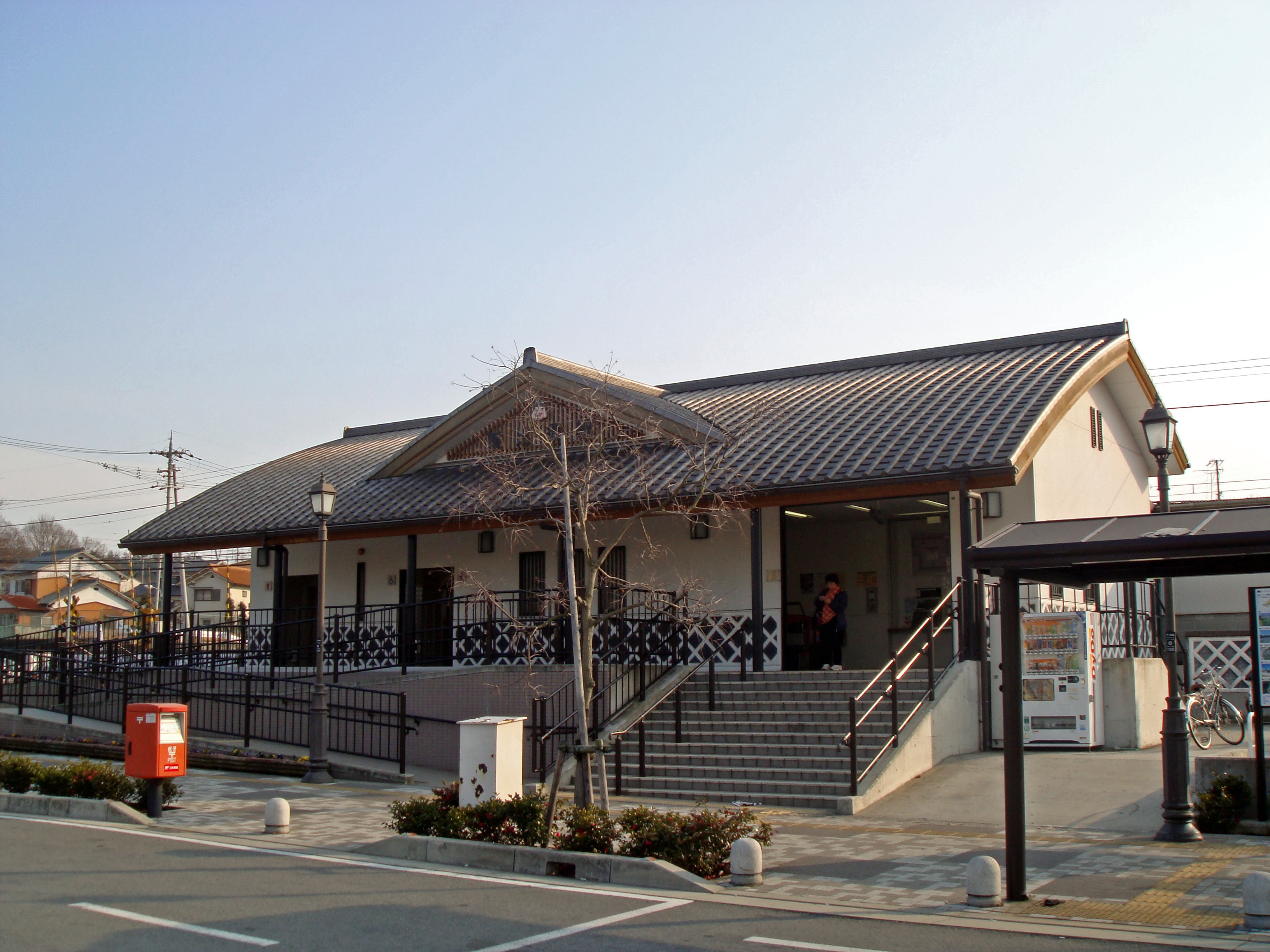
惠比須車站
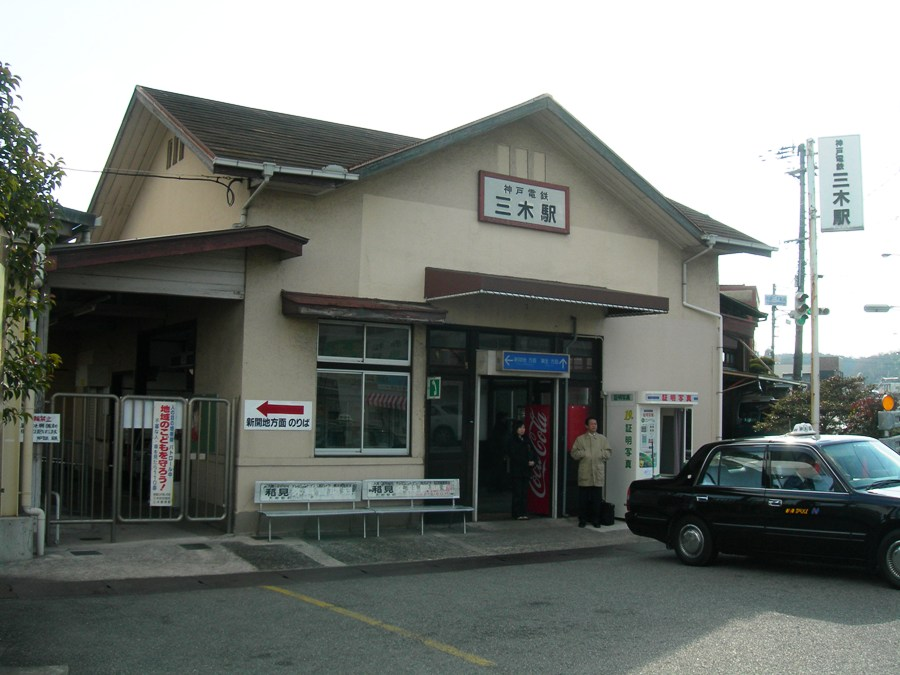
三木車站
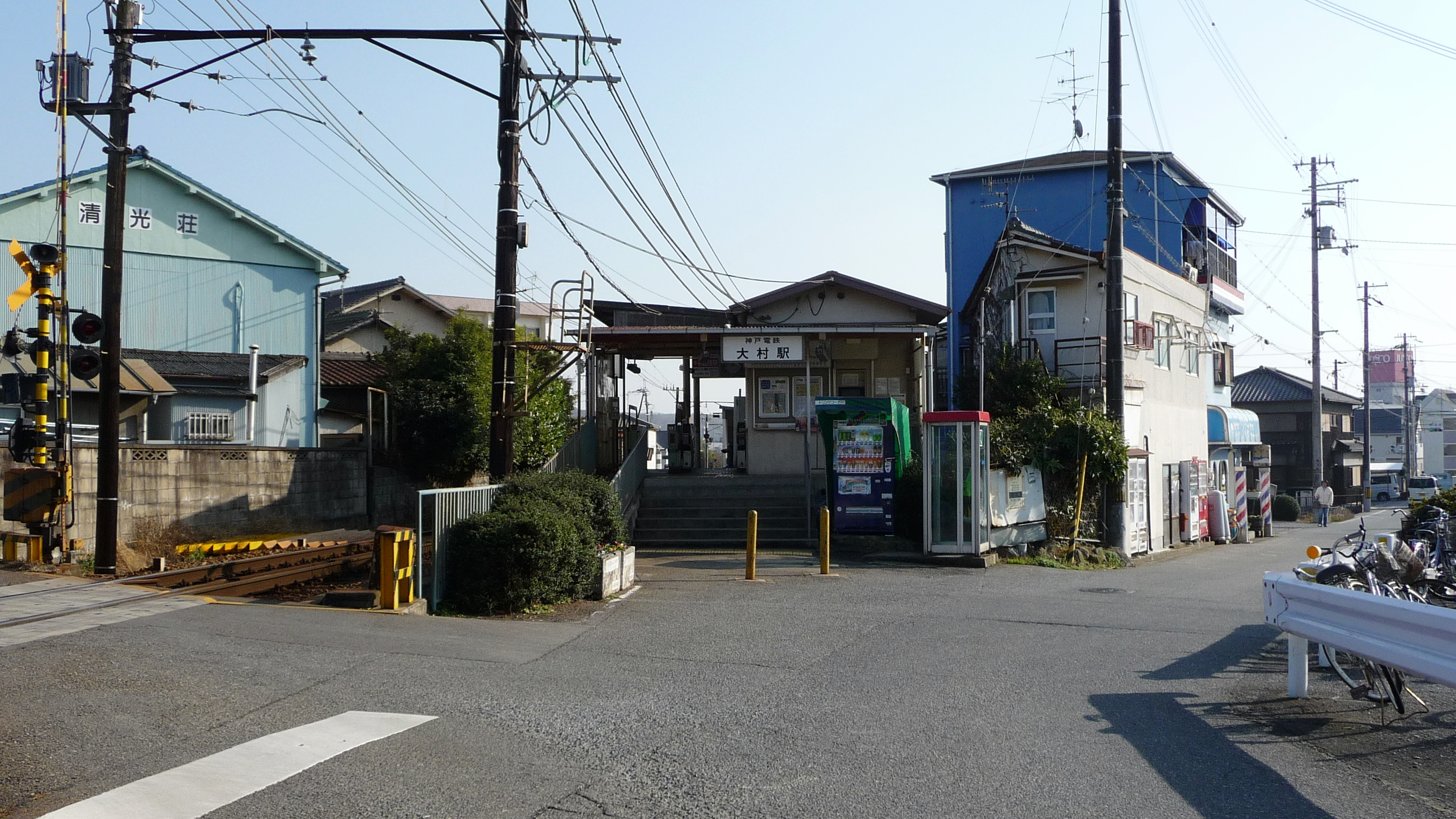
大村車站

### 公路
高速道路
- 山陽自動車道：（神戶市） - 三木系統交流道 - 三木東交流道 - 三木小野交流道 - （小野市）
  - 西神自動車道（日语：西神自動車道）（山陽自動車道支線）：（神戶市） - 三木系統交流道
- 中國自動車道：（神戶市） - 吉川系統交流道 - 吉川交流道 - （加東市）
- 舞鶴若狹自動車道：吉川系統交流道 - （三田市）

一般國道
- 國道175號（日语：国道175号）、國道427號（日语：国道427号）、國道428號（日语：国道428号）

## 觀光資源

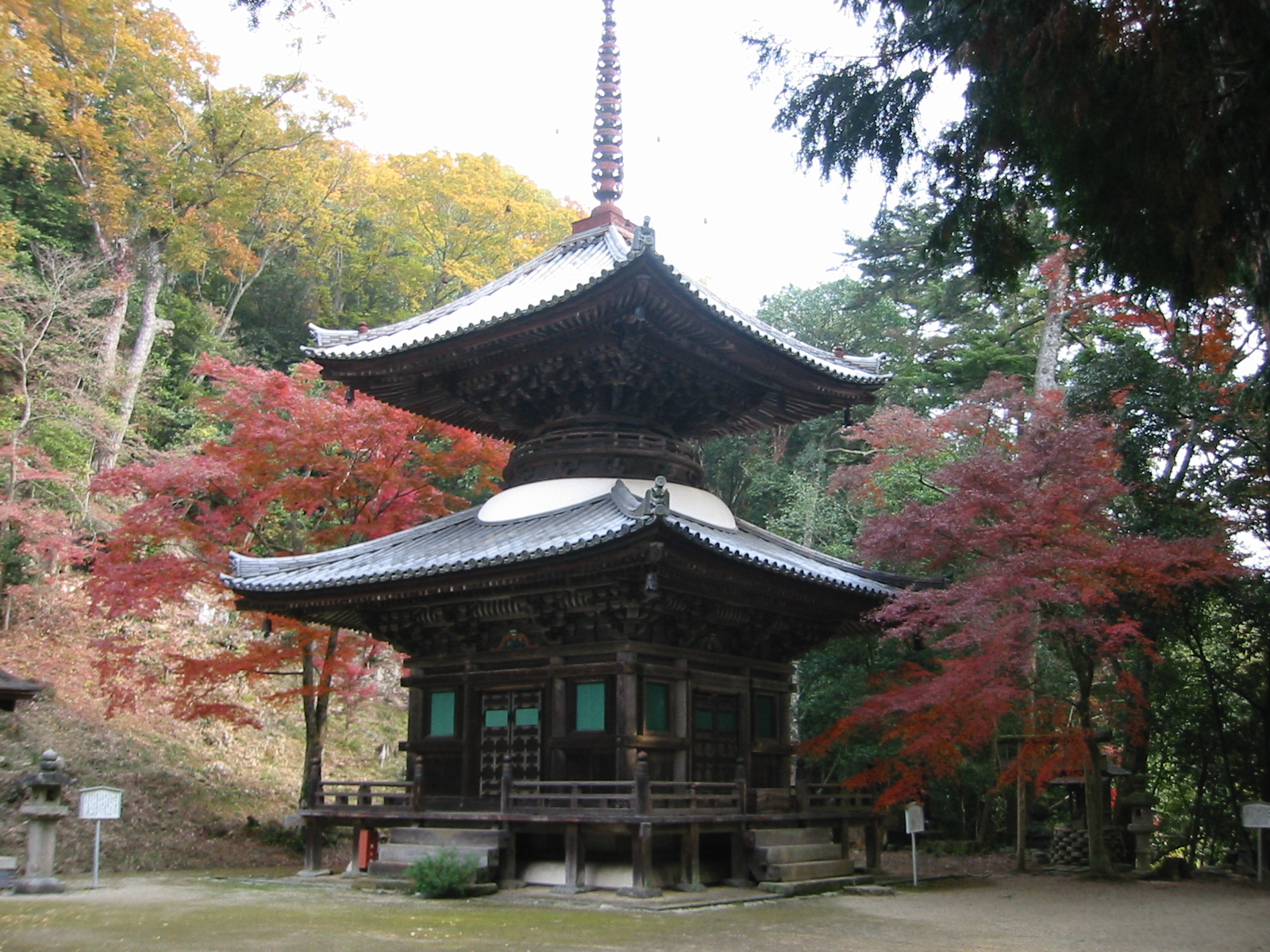
伽耶院

- 伽耶院（日语：伽耶院）
- 東光寺（日语：東光寺 (三木市)）
- 竹中半兵衛的墓地
- 三木市立金物資料館（日语：三木市立金物資料館）
- 三木市立堀光美術館（日语：三木市立堀光美術館）
- 兵庫縣立三木山森林公園（日语：兵庫県立三木山森林公園）
- 三木山綜合公園（日语：三木山総合公園）

## 教育

### 大學
- 關西國際大學（日语：関西国際大学）

## 姊妹、友好城市

### 海外
- 維塞利亞（美國加利福尼亞州圖萊里郡）[3]
- 科羅瓦（英语：Corowa）（澳大利亚新南威爾士州）[4]

## 本地出身之名人
歴史人物
- 大村由己（日语：大村由己）：學者、丰臣秀吉的御伽眾
- 藤原惺窩：江戶時期早期理學領袖，曾任德川家康的教師。
- 別所長治：安土桃山時代的大名

體育
- 青田昇：棒球選手

## 外部連結
- （日語） YouTube上的三木市官方頻道頻道
- （日語） 三木市的X（前Twitter）